# Seoul Grand Park
Seoul Grand Park là một công viên phức hợp về phía nam của Seoul, Hàn Quốc, ở thành phố Gwacheon.
Seoul Grand Park có các khu vực sau:
- Các đồi và các khu vực đi bộ đường mòn
- Sở thú Seoul Grand Park
- Sở thú cho thiếu nhi
- Một vườn hoa hồng
- Công viên vui chơi Seoul Land
- Bảo tàng Nghệ thuật hiện đại Seoul

Các điểm tham quan thu phí vào của riêng. Tàu điện ngầm vùng thủ đô Seoul tuyến số 4 dừng tại Nhà ga Seoul Grand Park. Một xe buýt đưa đón miễn phí từ ga thăm bảo tàng nghệ thuật và lối vào công viên trên.

## Hình ảnh

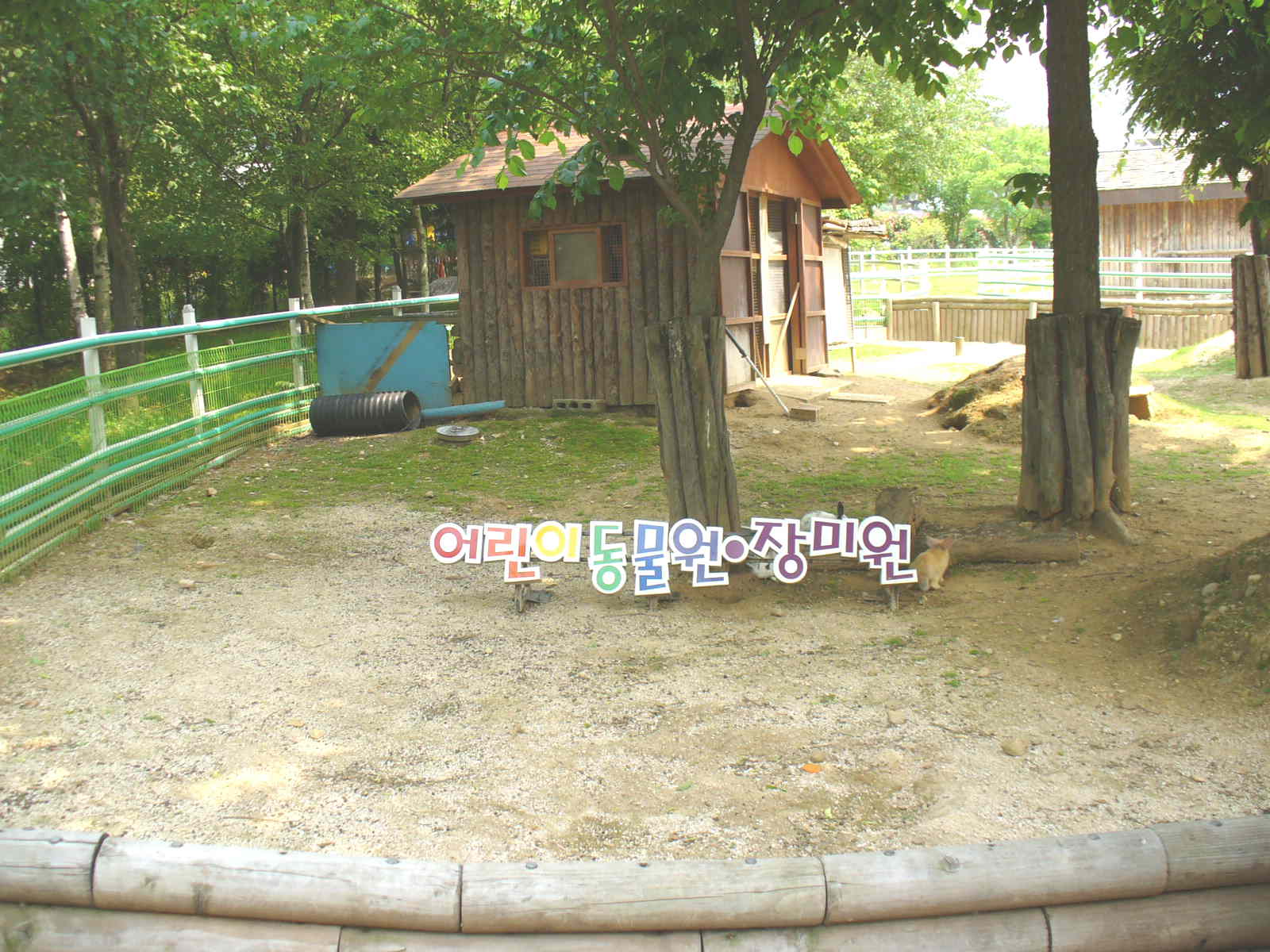
The Entrance to the Children's Zoo
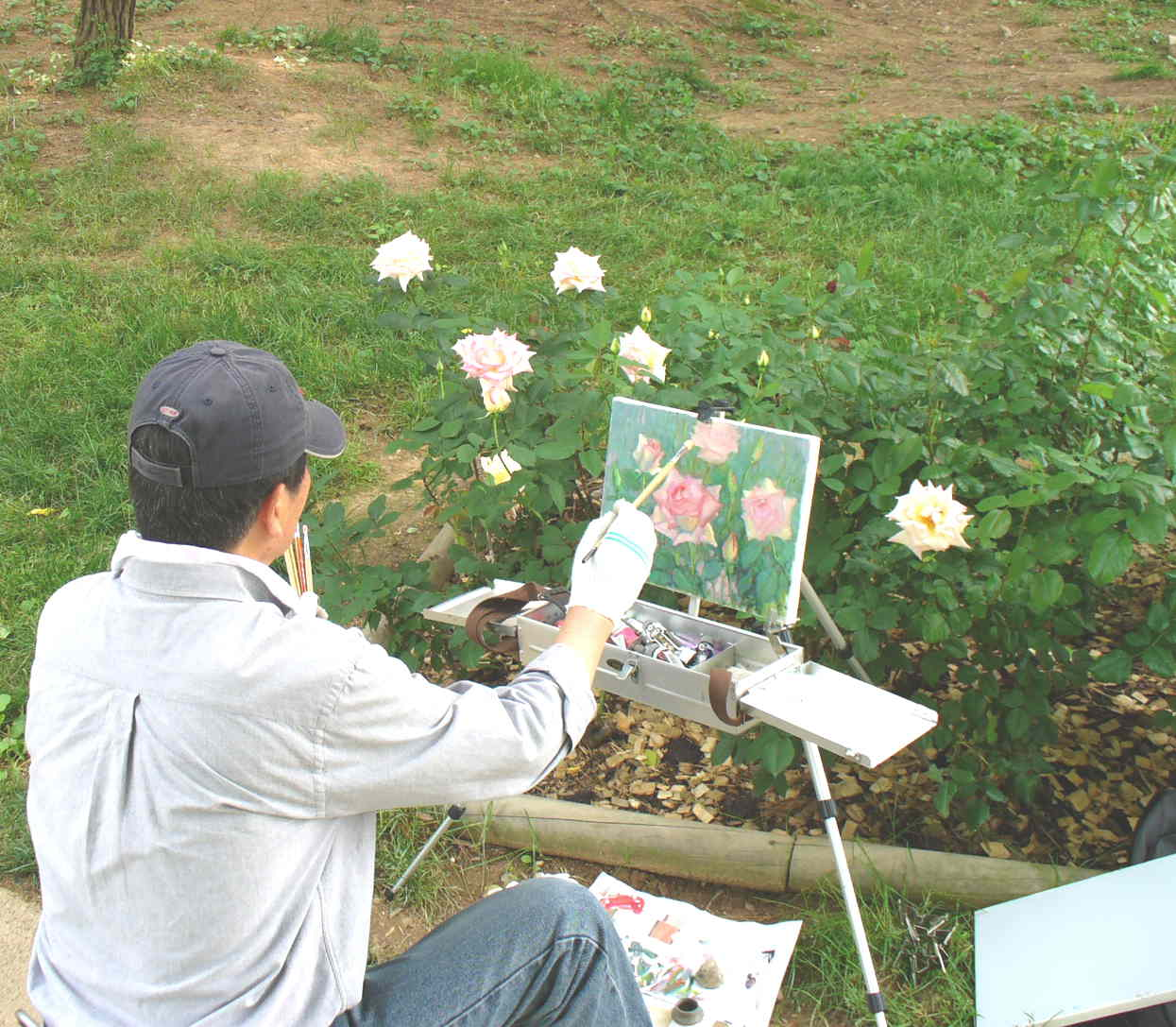
A common scene at the Rose Garden, when the roses are in bloom
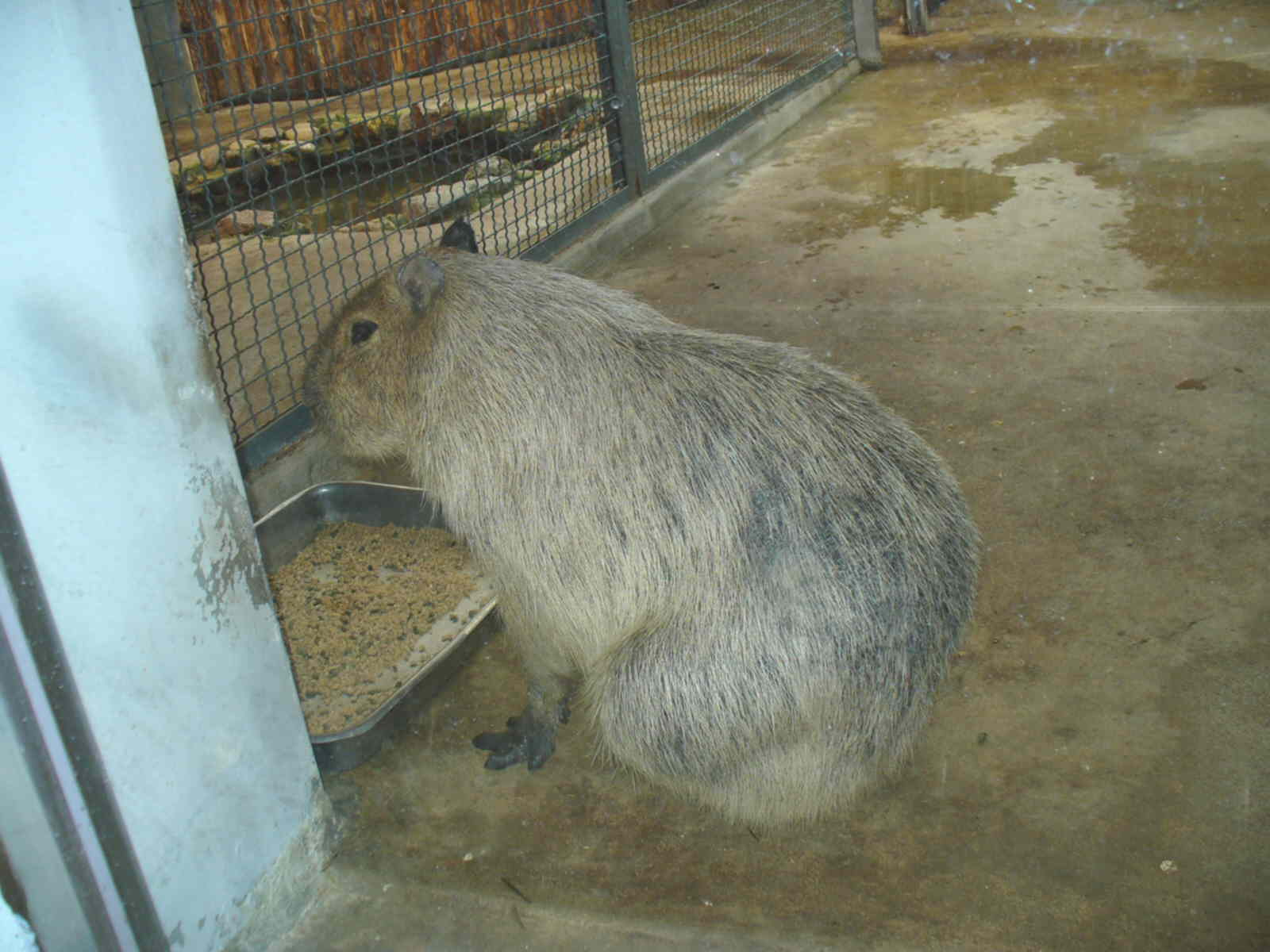
A capybara at the zoo at Seoul Grand Park
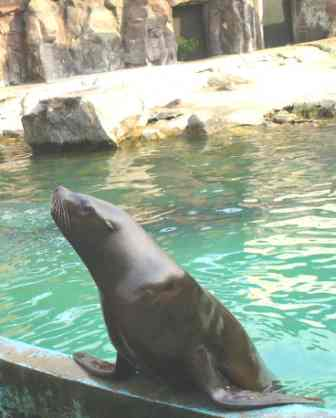
A sea lion at the zoo at Seoul Grand Park